# 馬世民
馬世民，CBE（或音譯為「西蒙·默里」；Simon Murray，1940年3月25日—），英國商人、探險家，曾任香港和記黃埔（改組後成為長江和記實業有限公司）董事總經理，外號「和黃大班」。現任投資基金湛思投資（GEMS）及嘉能可前主席、長江實業集團有限公司獨立非執行董事。

## 簡歷
馬世民於英國李斯特出生。1960年，馬世民20歲時，曾於法國馬賽加入法國外籍兵團（French Foreign Legion），共服役5年，期間曾駐守阿爾及利亞。
1965年退役後，馬世民加入怡和洋行，在遠東工作，由低做起、銷售空調系統及電梯。工作了14年後離開，與拍檔合組增耀有限公司（Davenham Investments），1984年獲香港商人李嘉誠賞識，收購其公司，把他羅致於和記黃埔旗下，出任董事總經理，1993年離任，由霍建寧接替。在任期間，馬氏促成和黄收購香港電燈及加拿大赫斯基石油業務，亦帶領和黃進軍流動通訊業務，間接促成了2000年科網熱潮時，以超過1,000億港元出售旗下歐洲流動通訊品牌Orange的世紀交易。
離開和黃後，馬世民於1994年出任德意志銀行亞太區行政總裁，至1997年離任。他亦參與創辦Distacom，投資於世界各地多家流動電訊商，包括其後被電訊盈科收購的SUNDAY等。2007年5月，辭去和黃非執行董事職務。近年開設私人投資公司GEMS，並為麥格理銀行（Macquarie）亞洲區主席。
2006年，他撰寫自傳《從頂尖軍團到香港大班》（Legionnaire: Five Years in the French Foreign Legion），講述他在法國外籍兵團服役5年的生涯。

## 個人生活
馬世民1965年與Jennifer Mather結婚，育有3名子女。他與妻子皆擁有直升機師執照。
馬世民年輕時曾加入法國外籍兵團，對極地探險亦有濃厚興趣。1999年馬世民參加撒哈拉馬拉松（Marathon des Sables），於摩洛哥範圍的撒哈拉沙漠舉行，以60歳之齢於7天時間完成254公里，相等於6次正常馬拉松的路程。
2003年11月，他和英國著名極地探險家彭哈多（Pen Hadow）由南極洲海岸的大力灣（Hercules Inlet）出發，在無補給下以58天徒步行走1,095公里抵達海拔2,835米的南極點，他以63歲之齡成為這條路線的最年長完成者。
2013年籌組私家海軍颱風公司，預備前往非洲之角打擊索馬利亞海盜。
2017年2月23日，和黃前大班馬世民（Simon Murray）在《南華早報》撰文，嚴批當局為雞毛蒜皮控告曾蔭權，質疑是了報仇及折磨他。馬世民諷刺，香港司法制度開始似北韓，而「現屆政府犯下太多過錯，其中一個最嚴重的就是毫無理據的檢控曾蔭權」。馬世民在文章中，以「雞毛蒜皮和復仇(triviality and revenge)」形容曾蔭權審訊，並逐點反駁案中電台牌照申請及租務安排衍生的指控。他指出，任何申請過政府牌照者都知道，不是一個人決定結果，而是經過評審制度，考慮價格往績等，提交給委員會及行禮如儀通過，「沒有人會單獨承擔責任」。他指出，電台牌照說不上是什麼驚天動地的事情：「我懷疑九成人都不關心誰擁有電台牌照。在現今電視及手提為主的年代，這（電台）肯定不是一門賺錢的生意。我也在香港有過電台牌照，但不記得發生什麼事。」至於曾蔭權被指低於市價租用深圳東海花園及簽署租約前協議業主裝修，馬世民反問，「這是生活中每日都會發生，有誰租樓不講價的呢？」
他形容，曾蔭權一家審訊期間蒙受攻擊，加上9月重審，面對更多折磨。他挖苦地說：「香港司法制度開始似北韓，這肯定亞洲最自由社會沉淪的里程碑。」（The Hong Kong justice system is starting to look like that of North Korea. Surely this will be a milestone on the way down in one of the most liberal societies in Asia.）
2019年12月，馬世民接受《蘋果日報》訪問，批評林鄭月娥提出《逃犯條例》修訂草案，亦沒有積極展開對話。訪問刊出後，長和集團發出公告澄清馬世民已經與集團沒有任何關係。

## 著作
- 2006年：《Legionnaire: Five Years in the French Foreign Legion》 ISBN 0-89141-887-3
  - 該書於2012年6月譯成正體中文版本《從頂尖軍團到香港大班》，由香港的天窗出版社有限公司出版。

## 資料來源
1. ↑  〈馬世民我們都活在牢籠裡 （页面存档备份，存于），《文匯報》，2006年12月6日
2. ↑  馬世民 賺聲譽比賺錢重要 （页面存档备份，存于） 明報，2007年10月22日
3. ↑  马世民：从南极到撒哈拉[] 福布斯中國
4. ↑  马世民：从南极到撒哈拉 （页面存档备份，存于） 福布斯中國
5. ↑  . . 2009-01-04  [2011-01-25]. BBC. Radio 4. （原始内容存档于2019-06-30）.
6. ↑  .   [2016-05-18]. （原始内容存档于2019-06-03）. （页面存档备份，存于）
7. ↑  .   [2017-02-24]. （原始内容存档于2019-06-03）. （页面存档备份，存于）
8. ↑  . 蘋果日報 (香港). 2019-12-09  [2019-12-09]. （原始内容存档于2019-12-09）. （页面存档备份，存于）
9. ↑  . 香港電台. 2019-12-09  [2019-12-09]. （原始内容存档于2020-08-15）. （页面存档备份，存于）